# Johann Joachim Quantz
Johann Joachim Quantz (30. ledna 1697 Oberchedn u Göttingenu – 12. července 1773 Postupim) byl německý flétnista a hudební skladatel.

## Život
Johann Joachim Quantz byl na svou dobu zjevem obdivuhodně univerzálním – proslul především jako flétnista, ale i jako skladatel, hudební teoretik a spisovatel a dokonce jako výrobce fléten. Jeho mládí a hudební počátky se podobají osudům tolika jiných hudebníků jeho doby: vzdělával se nejprve u svého strýce, střídal různá místa pobytu a působení a učil se na různé hudební nástroje. Roku 1716 krátce pobyl ve Vídni, kde navštěvoval hodiny kontrapunktu u Jana Dismase Zelenky, jenž byl žákem tamějšího proslulého dvorního skladatele Johanna Josepha Fuxe.
Tentýž rok je důležitým mezníkem Quantzova života – stal se hobojistou v tzv. polské kapele saského kurfiřta a polského krále Augusta II., střídavě působící v Drážďanech a ve Varšavě. Drážďany, sídlo saského dvora, byly zároveň jedním z nejdůležitějších kulturních a hudebních center tehdejší Evropy. Měl tu však málo příležitostí vzdělávat se dál ve hře na hoboj, a proto přešel na příčnou flétnu. Studoval u zdejšího významného virtuóza, Francouze P. G. Buffardina, dělal rychlé pokroky, ale rozhodující, dá se říci celoživotní, vliv měl na jeho interpretační a estetické cítění zdejší houslista J. G. Pisendel. Ve zdejším prostředí měl jedinečnou příležitost poznat různé hudební styly, zejména italský a francouzský. Roku 1723 účinkoval v (na tehdejší podmínky) ohromné kapele, provázející provedení slavné Fuxovy korunovační opery Costanza e fortezza v Praze.
V letech 1724 až 1727 cestoval po Evropě. Byla to především pestrá studijní cesta, která obohatila jeho dosavadní zkušenosti a otevřela cestu k dalšímu osobitému zrání. Nejdříve pobyl v Itálii – ta měla na Quantze rozhodující vliv a sehrála prvořadou roli v jeho pozdější vynikající pověsti i jako východisko při publikování jeho děl. Další lekce Quantz absolvoval v Paříži (i když k francouzskému vokálnímu stylu měl výhrady) a hodně pro něho znamenalo i poznání význačných hudebních center a osobností v Anglii.
Po návratu do Drážďan se Quantz stal řádným členem dvorní kapely. Hned následující rok se dostal ještě s několika dalšími královskými hudebníky do Berlína. Quantz tu vyučoval mladého prince Fridricha hře na flétnu, oba zůstali v úzkém kontaktu i v následujících letech, ale pro Quantze hlavním působištěm zůstaly Drážďany. Teprve roku 1741 (poté, když se roku 1740 Fridrich stal pruským králem), přesídlil Quantz do Berlína a oddal se s plným elánem náročné službě u samotného krále. Pro krále komponoval, byl hlavní osobností královských večerních koncertů, s králem muzicíroval a jen on měl právo kritizovat Friedrichovu hru.

## Význam

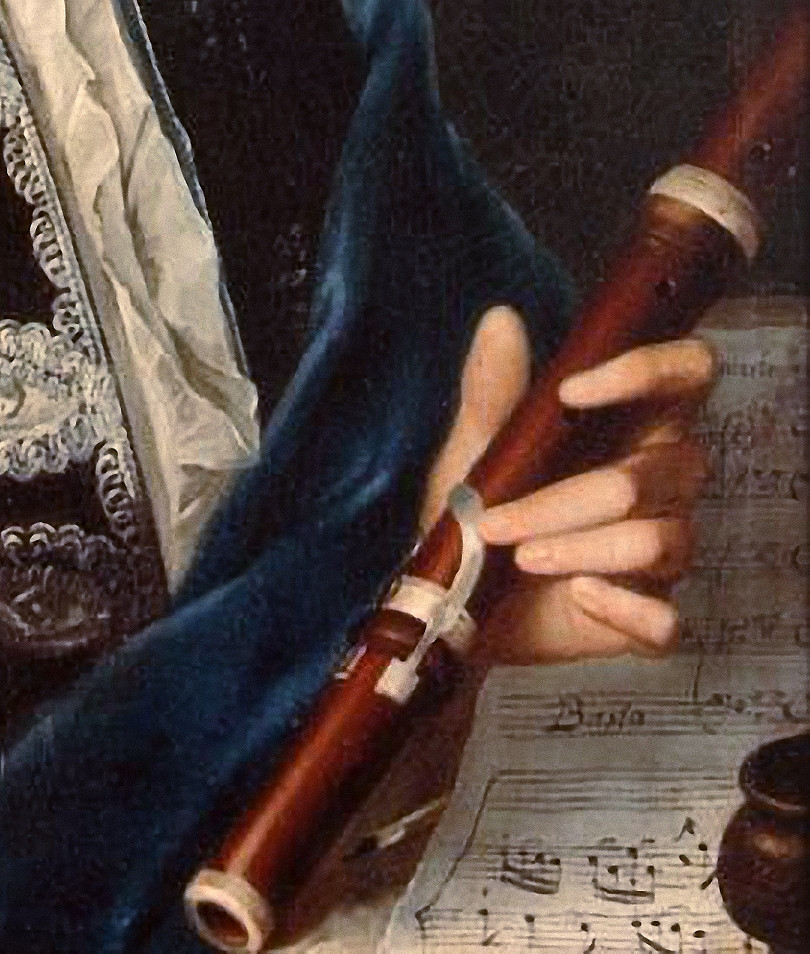
Quantzova flétna na portrétu Johanna Friedricha Gerharda.

Quantzovo dílo je – právě díky jeho působení a povinnostem – neobyčejně rozsáhlé, i když drtivou většinou žánrově úzké. Psal převážně skladby pro flétnu (sonáty, triové sonáty a koncerty).
Význam J. J. Quantze výrazně zasahuje do dnešní doby. Nikoli jen novým vydáváním jeho skladeb a jejich oživováním, ale i jeho stěžejním teoretickým dílem. Roku 1752 vydal totiž kolosální spis „Versuch einer Anweisung die Flöte traversiere zu spielen“ (Pokus o návod, jak hrát na příčnou flétnu). Psal jej jako vyzrálý instrumentalista s bohatými zkušenostmi a vpravdě evropským rozhledem. Působil přece v různých kapelách, prošel různým prostředím a zeměmi, ze svého královského žáka si vychoval náročného objednavatele a vůbec byl citlivým a vnímavým pozorovatelem dění kolem sebe. Proto snad ani neudiví, že samotné problematice flétnové hry věnuje zhruba jen osminu z celkového rozsahu knihy. Quantzův "Pokus" je neobyčejně cenným souhrnem praktických pokynů všem instrumentalistům a zpěvákům a pro nás především je cenným zdrojem poznání estetiky galantního stylu v hudbě. Quantz se tu obsáhle vyslovil i k hudební kritice, ke společenské problematice a k mnohému dalšímu. Jeho kompoziční styl byl modifikací pozdně barokního způsobu vyjadřování, zakotveného přibližně v rozmezí třicátých až padesátých let 18. století. Této stylové vrstvě zůstal v podstatě celoživotně věrný, i když v jeho pozdních dílech se objevují prvky raného klasicismu a patrná snaha o motivickou i celkově formální zaokrouhlenost.

## Dílo

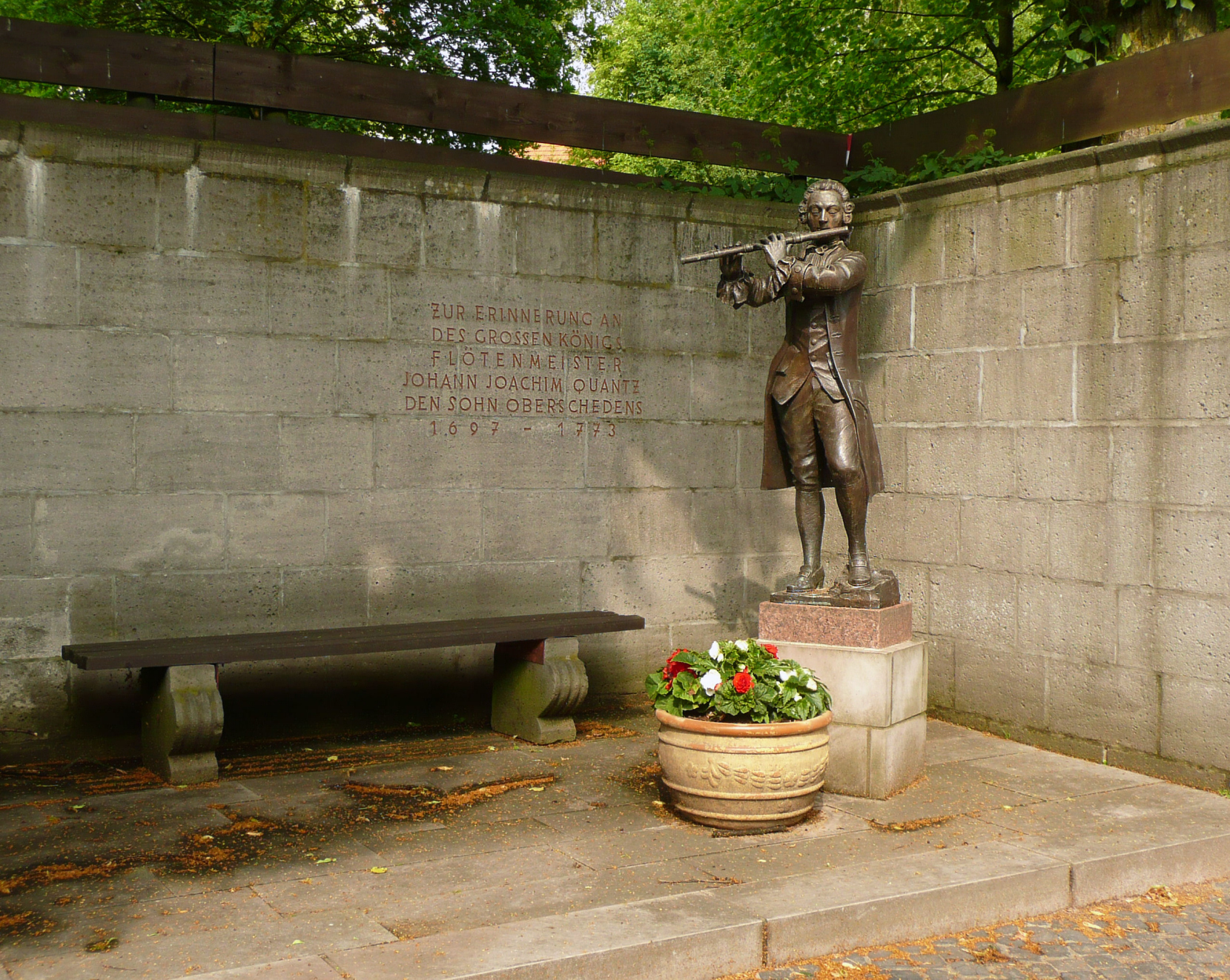
Quantzův památník v Schedenu.

Johann Joachim Quantz byl velmi plodný skladatel. Úplný katalog Quantzova díla sestavíl H. Augsbach (Johann Joachim Quantz – Thematisch-systematisch Werkverzeichnis, Stuttgart, Carus-Verlag, 1997) Zkomponoval:
- 230 flétnových sonát
- 47 triových sonát
- 24 skladeb pro flétnu sólo
- 19 skladeb pro 2 až 3 flétny sólo
- 314 flétnových koncertů
- 10 jiných orchestrálních skladeb
- 32 písní
- 6 flétnových kvartet

V roce 1752 vydal také učebnici s názvem: Versuch einer Anweisung die Flöte traversiere zu spielen (Pokus o návod, jak hrát na příčnou flétnu). Tuto knihu mají obzvláště v oblibě studenti kteří se učí hrát na barokní příčnou flétnu jako zdroj informací, jak se hrálo v 18. století na tento nástroj.